# Singureni, Rîșcani
Singureni este un sat din raionul Rîșcani, Republica Moldova. La începutul secolului XX, populația satului constituia 804 persoane. În sat erau 91 case, biserică cu hramul sf. Sfânta Cuvioasă Parascheva, o școală în limba rusă întreținută din venitul casei Sf. Spiridon din Iași. Țăranii posedau 788 desetine, iar Sf. Spiridon din Iași 1759 desetine.
În timpul celui de-al Doilea Război Mondial, diverse escadrile ale forțelor aeriene ale URSS și ale Germaniei naziste, dar și Escadrila Albă, au fost staționate la baza militară aeriană din Singureni.

## Istorie
Singureni sunt atestați pentru prima data în actele scrise în timpul domniei lui Alexandru Lăpușneanu:
„Alexandru vodă. Înștiințări facem cu această carte a noastră tuturor cui pe dânsa or căuta sau cetind vor asculta. Iată acestu adevăratu sluga noastră Simion și frati-său Filip și soru-sa Sora, ficiorii lui Ivanco, cu toate rudele lor, slujindu-ne cu credință și cu dreptate și văzând a lor încredințată slujbă către noi, l-am miluit în pământul nostru a Moldovei dintru osăbită mila noastră, cu a lor drepte ocini și moșii, din ispisoaci de cumpărătură, ce-au avut moșul lor Ivan de la unchiul nostru bătrânul, Ștefan vodă, giumătate de sat anume Sângura, dintru seliște, din parte de sus. Și ca să fii această giumătati din sat de Sângura în trei părți: o parte, părți din sus, ca să fii a lui Simion și fraților lui, și parte din mijloc ca să fii a lui Grigori și cu a fraților săi și a treia parte, părți din gios, în partea Ilincăi, giumătati să fii a Frăsinii și a surori-sa Nastii, iar giumătati dintâi a Frăsinii.

...
 
Și pentru mai mare credința și întăriri a toate câte s-au scris mai sus, poruncit-am domnia me dumisali Movila mare logofăt, ca să scrii și să legi pecetea noastră la această încredințată carte a noastră.
 
Leat 7067 <1559> aprilie 5.”

## Demografie

### Structura etnică
Structura etnică a satului conform recensământului populației din 2004:
| Grup etnic         | Populație | % Procentaj |
| ------------------ | --------- | ----------- |
| Moldoveni / Români | 1.592     | 98,27%      |
| Ruși               | 13        | 0,8%        |
| Ucraineni          | 9         | 0,56%       |
| Bulgari            | 1         | 0,06%       |
| Alții              | 5         | 0,31%       |
| Total              | 1.620     | 100%        |

## Administrație și politică
Componența Consiliului local Singureni (9 consilieri), ales la 5 noiembrie 2023, este următoarea:
|  | Partid                                       | Consilieri | Componență | Componență | Componență |
|  | -------------------------------------------- | ---------- | ---------- | ---------- | ---------- |
|  | Partidul Acțiune și Solidaritate             | 3          |            |            |            |
|  | Partidul Socialiștilor din Republica Moldova | 3          |            |            |            |
|  | Partidul Social Democrat European            | 2          |            |            |            |
|  | Partidul Liberal Democrat din Moldova        | 1          |            |            |            |